# Adiós (álbum de Flans)
Adiós es el nombre del sexto álbum del grupo mexicano de pop Flans. Fue lanzado al mercado en 1990.
Tras los rumores de que Ilse, Ivonne y Mimi no se llevaban bien, que había problemas entre ellas, que Ivonne se casaba con el músico Fernando Toussaint porque estaba embarazada y que había que sustituirla por otra integrante, en marzo de 1990 el grupo anuncia su desintegración en el programa que las vio nacer Siempre en Domingo de Raúl Velasco argumentando, que Ivonne se casaba pero que a su vez querían hacer una pausa en su carrera después de cinco años muy intensos de trabajo, ya que durante ese tiempo no habían tenido receso alguno, también para dedicarse a otras actividades y que simplemente no habría sustitutos, Flans se desintegraba con su alineación original porque desde un principio se habían propuesto un pacto de amistad en que siempre serían Ilse, Ivonne, Mimi y "la cuarta Flans": Mildred Villafañe.
Siempre en Domingo realiza un programa especial llamado "Revelaciones" conducido por Rebeca de Alba en donde cada una de las integrantes de Flans narra a lo que se quieren dedicar en un futuro próximo (Ilse a la orfebrería, Ivonne a la pintura y Mimi siendo empresaria) así como la trayectoria del grupo desde sus inicios y presentaciones en el programa dominical, pero cada una sola con el fin de acostumbrar al público a verlas por separado.
Editan su sexto y último disco que titularían Adiós, realizado por Mildred Villafañe y Roberto Colombo, en el cual Ilse participa como autora del tema "Niña", Mimi de "Y No Estás" e Ivonne de "El Cuadro", además que en él se incluye una versión de la canción que hiciera famosa la cantautora española Luz Casal: "A cada paso" que fue el primer sencillo de este LP y que tuvo buena aceptación por parte del público. En este disco se incluyen temas como: Una décima de segundo, Ya no puedo detenerme, Pecesito, Poquito a poco, Horas (canción que era para el grupo Pandora pero como éstas ya tenían una canción con el mismo nombre Mimi la incluyó en este disco). También incluyen el tema Peligro muy bien interpretado por Mimi que hiciera famoso "Olga María" (Hija de la cantante cubana Olga Guillot) en los años 1970.

## Lista de canciones

### CD
| Adiós |                         |                                         |          |  |
| N.º   | Título                  | Escritor(es)                            | Duración |  |
| 1.    | «Poquito a Poco»        | M. Villafañe, O. Avogrado, P. Ameli     | 4:29     |  |
| 2.    | «Una décima de segundo» | Antonio Vega                            | 3:20     |  |
| 3.    | «Horas»                 | Carlos Murgía                           | 4:06     |  |
| 4.    | «Pecesito»              | M. Villafañe, L. F. Ferrairo, M. Grilli | 4:27     |  |
| 5.    | «Niña»                  | Ilse María Olivo, S. Brown, D. Shogger  | 3:05     |  |
| 6.    | «Ya No Puedo Detenerme» | Cheni Navarro, R. Rauet                 | 4:45     |  |
| 7.    | «Y No Estás»            | I. Hernández, R. Soberon                | 3:13     |  |
| 8.    | «A Cada Paso»           | S. Castillo, S. Santoja, Luz Casal      | 4:18     |  |
| 9.    | «Peligro»               | Amparo Rubín                            | 4:19     |  |
| 10.   | «El Cuadro»             | I. Guevara, R. De La Mora, Maru Rosa    | 2:55     |  |

### LP
| Adiós |                         |                                         |          |  |
| N.º   | Título                  | Escritor(es)                            | Duración |  |
| 1.    | «Poquito a Poco»        | M. Villafañe, O. Avogrado, P. Ameli     | 4:29     |  |
| 2.    | «Horas»                 | Carlos Murgía                           | 4:06     |  |
| 3.    | «Ya No Puedo Detenerme» | Cheni Navarro, R. Rauet                 | 4:45     |  |
| 4.    | «Y No Estás»            | I. Hernández, R. Soberon                | 3:13     |  |
| 5.    | «El Cuadro»             | I. Guevara, R. De La Mora, Maru Rosa    | 2:55     |  |
| 6.    | «Pecesito»              | M. Villafañe, L. F. Ferrairo, M. Grilli | 4:27     |  |
| 7.    | «Peligro»               | Amparo Rubín                            | 4:19     |  |
| 8.    | «A Cada Paso»           | S. Castillo, S. Santoja, Luz Casal      | 4:18     |  |
| 9.    | «Una Décima de Segundo» | Antonio Vega                            | 3:20     |  |
| 10.   | «Niña»                  | Ilse María Olivo, S. Brown, D. Shogger  | 3:05     |  |

- Datos: Q19721940